# 박대립 선생 묘 및 신도비
박대립 선생 묘 및 신도비는 경기도 고양시 덕양구 오금동에 있다. 1986년 6월 16일 고양시의 향토문화재 제20호로 지정되었다.

## 개요
문인석과 상석, 신도비가 배치되어 있다. 봉분의 둘레석이 독특한 봉분이다.